# Félix Bracquemond

Félix Bracquemond, porträtterad av Félix Nadar.

Auguste Joseph (Félix) Bracquemond, född den 28 maj 1833 i Paris, död där den 29 oktober 1914, var en fransk målare och grafiker. Han var gift med konstnären Marie Bracquemond.
Bracquemond, som var lärjunge till Guichard, utförde utom teckningar, pasteller och målningar, mest porträtt, en mängd etsningar, dels av egen uppfinning, dels efter andra konstnärers verk. Över 800 av hans arbeten är upptagna i Beraldis verk Les graveurs du XIX:e siècle (1885). Mycket hemmastadd i alla konstens tekniska procedurer, försökte han med framgång (omkring 1867) ett nytt sätt att dekorera fajanser.